# علیرضا غریبی
علیرضا غریبی، کشتی‌گیر فرنگی کار سنگین‌وزن اسبق کُرد اهل ایران است.

## زندگی
متاهل، دارای ۲ فرزند. رادین ۳۱ مرداد ماه ۱۳۸۸--
روشا ۴ آذر ۱۳۹۳
کارمند رسمی شرکت ملی مناطق نفتخیز جنوب

## افتخارات
وی برنده مدال برنز بازی‌های آسیایی بوسان (۲۰۰۲) و مدال نقره قهرمانی جوانان جهان است. غریبی، در سال‌های ۲۰۰۱ و ۲۰۰۲ عضو تیم ملی کشتی فرنگی ایران در وزن ۱۳۰ کیلوگرم بود.

## سوابق
وی مدتی رئیس هیئت کشتی استان ایلام و عضو شورای فنی تیم‌های ملی کشتی فرنگی ایران بوده‌است. مربی تیم ملی کشتی فرنگی نوجوانان ۲۰۲۲
قهرمانی جهان ایتالیا. قهرمان آسیا نوجوانان ۲۰۲۲ قرقیزستان
لیسانس تربیت بدنی و علوم ورزش
فوق لیسانس مدیریت راهبردی
دکتری مدیرت راهبردی ورزش